# Efibulobasidium patiliense
Efibulobasidium patiliense är en svampart som beskrevs av Maham., Kund. & M.S. Patil 2002. Efibulobasidium patiliense ingår i släktet Efibulobasidium och familjen Sebacinaceae.   Inga underarter finns listade i Catalogue of Life.